# Wu Ming 1
Wu Ming 1, pseudonimo di Roberto Bui (Ostellato, 30 aprile 1970), è uno scrittore e traduttore italiano, membro del collettivo Wu Ming e del precedente collettivo Luther Blissett.

## Biografia
Secondo una prassi del collettivo Wu Ming, anche Wu Ming 1 ha scelto di condividere col pubblico informazioni sulla sua «storia personale» solo qualora ciò sia ritenuto «utile e significativo», in polemica con la sovraesposizione mediatica cui (secondo lo scrittore) indulge una parte del mondo letterario.
Si è laureato in storia all'Università di Bologna con una tesi su Tecnologie e ambiente negli scritti di Amadeo Bordiga, 1945-1970, contenente anche riferimenti al filosofo e militante politico francese Jacques Camatte. 
È, fra l'altro, coautore, all'interno del collettivo Luther Blissett, del romanzo Q. Nell'ambito del collettivo Wu Ming, invece, è coautore dei romanzi 54, Manituana, Altai, L'armata dei sonnambuli, Ufo 78, delle raccolte di racconti Anatra all'arancia meccanica e L'invisibile ovunque e dei romanzi per ragazzi Cantalamappa e Il ritorno di Cantalamappa. 
È autore dei romanzi New Thing, Point Lenana (assieme a Roberto Santachiara) e Un viaggio che non promettiamo breve, del reportage narrativo Cent'anni a Nordest. Viaggio tra i fantasmi della «guera granda» e di La Q di Qomplotto. QAnon e dintorni: come le fantasie di complotto difendono il sistema, Gli uomini pesce. 
Ha tradotto in italiano opere di Elmore Leonard, Walter Mosley e Stephen King; dal 2012 ha abbandonato l'attività di traduttore.
Dal 2014 al 2024 ha diretto la collana Quinto Tipo edita dalle Edizioni Alegre. Scrive per il periodico Internazionale.
Nell'anno accademico 2018-19 ha insegnato giornalismo culturale all'Università di Roma Tor Vergata.

## Opere

### Opere soliste
- New Thing, Torino, Einaudi, 2004, ISBN 88-06-16276-4.
- Cent'anni a Nordest. Viaggio tra i fantasmi della «guera granda», Milano, Rizzoli, 2015, ISBN 978-88-17-08369-0.
- Un viaggio che non promettiamo breve. Venticinque anni di lotte No Tav, Torino, Einaudi, 2016, ISBN 978-88-06-22564-3.
- La macchina del vento, Torino, Einaudi, 2019, ISBN 9788806240806.
- La Q di Qomplotto -  QAnon e dintorni. Come le fantasie di complotto difendono il sistema, Roma, Edizioni Alegre, 2021, ISBN 9788832067415.
- Gli uomini pesce, Torino, Einaudi, 2024, ISBN 9788806251727.

### Opere in collaborazione con altri autori
- Wu Ming 1, Roberto Santachiara, Point Lenana, Torino, Einaudi, 2013, ISBN 978-88-06-21075-5.
- Se vi va bene bene se no seghe. Dall'antimilitarismo a Radio Alice e ancora più in là (con Valerio Minnella e Filo Sottile), Roma, Edizioni Alegre, 2023.

### Curatele
- Harry Browne, The Frontman. Bono (nel nome del potere), con Alberto Prunetti, Roma, Alegre, 2014.
- Moira Dal Sito, Quando qui sarà tornato il mare. Storie dal clima che ci attende, Roma, Alegre, 2020, ISBN 9788832067354. URL consultato il 16 luglio 2023.

### Traduzioni
- Patrick Symmes, Sulle orme del Che. Un viaggio in moto alla ricerca del giovane Guevara, Torino, Einaudi, 2002. ISBN 88-06-16415-5.
- Elmore Leonard, Tishomingo Blues, Torino, Einaudi, 2003. ISBN 88-06-16622-0.
- Elmore Leonard, Mr Paradise, Torino, Einaudi, 2005. ISBN 88-06-17263-8.
- Elmore Leonard, Cat Chaser, Torino, Einaudi, 2005. ISBN 88-06-17919-5.
- Elmore Leonard, Freaky Deaky, Torino, Einaudi, 2007. ISBN 978-88-06-18982-2.
- Walter Mosley, Little Scarlet, Torino, Einaudi, 2008. ISBN 978-88-06-19404-8.
- Stephen King, Notte buia, niente stelle, Milano, Sperling & Kupfer, 2010. ISBN 978-88-200-4962-1.
- Stephen King, 22/11/'63, Milano, Sperling & Kupfer, 2011. ISBN 978-88-200-5135-8.

### Altro
- WU MING / TIZIANO SCARPA: FACE OFF. Due modi di gettare il proprio corpo nella lotta. Note su affinità e divergenze, a partire dal dibattito sul NIE (PDF), su www.wumingfoundation.com, 2009. URL consultato il 15 luglio 2023.